# Louis Allard
Louis Allard (* 1852; † 1940) war ein französischer Posaunist und Musikpädagoge.
Der aus Puerto Rico stammende Allard war ein Schüler von Paul Delisse. Er spielte Posaune in den Orchestern der Opéra-Comique und von 1886 bis nach 1911 der Société des Concerts du Conservatoire. Ab 1888 unterrichtete er am Conservatoire de Paris, von 1890 bis 1925 war er dort Professor für Posaune. Einer seiner Schüler war der Komponist und Posaunist André Lafosse. Für den Unterricht schrieb er Transkriptionen von Werken Jean-Baptiste Arbans, Jean-Baptiste Willent-Bordognis und anderer.